# بی‌ایم‌لی (آق‌سو)
بی‌ایم‌لی (به لاتین: Bəyimli) یک منطقه مسکونی در جمهوری آذربایجان است که در شهرستان آق‌سو واقع شده‌است. بی‌ایم‌لی ۳۳۱ نفر جمعیت دارد.